# Sciaromiopsis
Sciaromiopsis là một chi rêu thuộc họ Amblystegiaceae.

## Các loài
Chi này có các loài sau (tuy nhiên danh sách này có thể chưa đủ):
- Sciaromiopsis brevifolia
- Sciaromiopsis nipponensis
- Sciaromiopsis sinensis, (Broth.) Broth.